# Kathrin Friedrich
Kathrin Friedrich (* 1981) ist eine deutsche Medienwissenschaftlerin.

## Leben
Von 2001 bis 2006 absolvierte Kathrin Friedrich ein Magisterstudium in Medienwissenschaft, Rechtswissenschaften und Soziologie an der Philipps-Universität Marburg. Nach der Promotion 2015 in Medienwissenschaft an der Kunsthochschule für Medien Köln war sie ab Oktober 2018 Koordinatorin des Forschungsprojekts SENSING. Zum Wissen sensibler Medien an der Universität Potsdam. Seit April 2021 ist sie W2-Professorin für Medienwissenschaft mit Schwerpunkt Digitale Medienkultur an der Universität Bonn.
Friedrichs Forschungs- und Lehrschwerpunkte liegen im Querschnittsbereich zwischen Medienwissenschaft und Wissenschaftsforschung.

## Schriften (Auswahl)
- mit Moritz Queisner und Anna Roethe (Hrsg.): Image Guidance. Bedingungen bildgeführter Operation. Berlin 2016, ISBN 978-3-11-045794-0.
- Medienbefunde. Digitale Bildgebung und diagnostische Radiologie. Berlin 2018, ISBN 978-3-11-056005-3.
- mit Luisa Feiersinger und Moritz Queisner (Hrsg.): Image – Action – Space. Situating the Screen in Visual Practice. Berlin 2018, ISBN 978-3-11-046366-8.